# Nationalliga A w piłce siatkowej mężczyzn (2011/2012)
Nationalliga A siatkarzy 2011/2012 – 56. sezon rozgrywek o mistrzostwo Szwajcarii w piłce siatkowej organizowany przez Swiss Volley. Zainaugurowany został 1 października 2011 roku i trwał do 28 kwietnia 2012 roku.
Liczbę drużyn biorących udział w rozgrywkach zwiększono do dziesięciu.
W sezonie 2011/2012 w Pucharze CEV Szwajcarię reprezentowały SEAT Volley Näfels i Lausanne UC, natomiast w Pucharze Challenge – Chênois Genève Volleyball i Volley Amriswil.

## System rozgrywek
System rozgrywek Nationalliga A w sezonie 2011/2012
- Faza zasadnicza: W fazie zasadniczej 10 drużyn rozegrało ze sobą systemem kołowym po dwa spotkania. Pięć najlepszych drużyn kontynuowało rozgrywki w fazie play-off, pozostałe natomiast w fazie play-out.
- Faza play-off: Pięć pierwszych drużyn fazy zasadniczej rozegrało ze sobą systemem kołowym po dwa spotkania. Dwie najlepsze grały o mistrzostwo kraju w finałach play-off (do trzech zwycięstw), drużyny z miejsc 3-4 rywalizowały o 3. miejsce (do dwóch zwycięstw), natomiast ostatnia drużyna zakończyła sezon na 5. miejscu.
- Faza play-out: Pięć ostatnich drużyn fazy zasadniczej rozegrało ze sobą systemem kołowym po dwa spotkania. Drużyny, które zajęły miejsca 6-8, utrzymały się w najwyższej klasie rozgrywkowej. Zespoły z miejsc 9-10 zagrały mecze barażowe z zespołami Nationalliga B.

## Drużyny uczestniczące
| | Nationalliga A 2011/2012           |   |     |
| --- | ---------------------------------- | - | --- |
| NÄF | SEAT Volley Näfels                 | 1 | CEV |
| CHÊ | Chênois Genève Volleyball          | 2 | Ch  |
| LAU | Lausanne UC                        | 3 | CEV |
| AMR | Volley Amriswil                    | 4 | Ch  |
| LUG | PV Lugano                          | 5 |     |
| SCH | TV Schönenwerd                     | 6 |     |
| MÜN | VBC Münchenbuchsee                 | 7 |     |
| SMA | Volley Smash 05 Laufenburg-Kaisten | 8 |     |
| | Awans z Nationalliga B Ost         |   |     |
| ZÜR | VBC Züri Unterland                 | 1 |     |
| | Awans z Nationalliga B West        |   |     |
| LUT | VBC Lutry-Lavaux                   | 1 |     |
| Oznaczenia: - kolumna pierwsza – skróty nazw drużyn wpisane na mapie (jeśli ta została zamieszczona), - kolumna trzecia – miejsce zajęte przez daną drużynę w poprzednim sezonie. |                                    |   |     |

## Faza kwalifikacyjna

### Tabela wyników
| Gospodarz \ Gość1                  | NÄF | CHÊ | LAU | AMR | LUG | SCH | MÜN | SMA | ZÜR | LUT |
| SEAT Volley Näfels                 |     | 1:3 | 3:1 | 0:3 | 2:3 | 3:2 | 3:0 | 3:0 | 3:0 | 3:0 |
| Chênois Genève Volleyball          | 3:0 |     | 3:2 | 3:1 | 3:1 | 1:3 | 3:0 | 3:0 | 3:0 | 3:0 |
| Lausanne UC                        | 2:3 | 0:3 |     | 3:0 | 3:1 | 1:3 | 3:0 | 3:0 | 3:0 | 3:0 |
| Volley Amriswil                    | 1:3 | 3:1 | 2:3 |     | 3:1 | 3:2 | 3:0 | 3:0 | 3:0 | 3:0 |
| PV Lugano                          | 2:3 | 3:0 | 3:0 | 2:3 |     | 2:3 | 3:0 | 3:0 | 3:0 | 3:0 |
| TV Schönenwerd                     | 3:2 | 0:3 | 3:0 | 3:1 | 3:2 |     | 3:0 | 3:0 | 3:0 | 3:0 |
| VBC Münchenbuchsee                 | 0:3 | 0:3 | 0:3 | 0:3 | 0:3 | 0:3 |     | 1:3 | 0:3 | 3:1 |
| Volley Smash 05 Laufenburg-Kaisten | 1:3 | 0:3 | 1:3 | 0:3 | 0:3 | 0:3 | 3:1 |     | 1:3 | 3:0 |
| VBC Züri Unterland                 | 0:3 | 0:3 | 1:3 | 1:3 | 0:3 | 0:3 | 3:1 | 2:3 |     | 1:3 |
| VBC Lutry-Lavaux                   | 2:3 | 1:3 | 0:3 | 0:3 | 1:3 | 0:3 | 3:1 | 3:1 | 3:0 |     |

Źródło: 
1 Drużyna gospodarzy jest wymieniona po lewej stronie tabeli.
Kolory:
  zwycięstwo gospodarzy 3:0 lub 3:1
  zwycięstwo gospodarzy 3:2
  zwycięstwo gości 3:0 lub 3:1
  zwycięstwo gości 3:2

### Terminarz i wyniki spotkań
| Data        | Godz. | Gospodarz                          | Rezultat                                | Gość                               |
| ----------- | ----- | ---------------------------------- | --------------------------------------- | ---------------------------------- |
| 1. KOLEJKA  |       |                                    |                                         |                                    |
| 01.10.2011  | 17:00 | TV Schönenwerd                     | 3:2 (20:25, 25:21, 24:26, 25:22, 15:13) | SEAT Volley Näfels                 |
| 01.10.2011  | 17:30 | Lausanne UC                        | 3:0 (25:17, 25:21, 27:25)               | Volley Smash 05 Laufenburg-Kaisten |
| 01.10.2011  | 18:00 | VBC Lutry-Lavaux                   | 3:0 (25:22, 25:21, 25:14)               | VBC Züri Unterland                 |
| 01.10.2011  | 20:00 | PV Lugano                          | 2:3 (25:20, 19:25, 24:26, 25:20, 10:15) | Volley Amriswil                    |
| 02.10.2011  | 16:00 | VBC Münchenbuchsee                 | 0:3 (21:25, 18:25, 15:25)               | Chênois Genève Volleyball          |
| 2. KOLEJKA  |       |                                    |                                         |                                    |
| 08.10.2011  | 14:00 | Volley Smash 05 Laufenburg-Kaisten | 0:3 (13:25, 15:25, 17:25)               | Chênois Genève Volleyball          |
| 08.10.2011  | 17:00 | SEAT Volley Näfels                 | 3:0 (27:25, 25:21, 25:13)               | VBC Lutry-Lavaux                   |
| 08.10.2011  | 17:00 | Volley Amriswil                    | 3:2 (25:22, 18:25, 22:25, 25:23, 15:11) | TV Schönenwerd                     |
| 08.10.2011  | 18:00 | VBC Münchenbuchsee                 | 0:3 (23:25, 22:25, 23:25)               | PV Lugano                          |
| 08.10.2011  | 18:00 | VBC Züri Unterland                 | 1:3 (12:25, 25:23, 18:25, 22:25)        | Lausanne UC                        |
| 3. KOLEJKA  |       |                                    |                                         |                                    |
| 09.10.2011  | 16:00 | Chênois Genève Volleyball          | 3:0 (25:15, 25:22, 25:16)               | SEAT Volley Näfels                 |
| 09.10.2011  | 16:00 | TV Schönenwerd                     | 3:0 (25:14, 25:16, 25:22)               | Lausanne UC                        |
| 09.10.2011  | 17:00 | Volley Amriswil                    | 3:0 (25:21, 25:15, 25:14)               | Volley Smash 05 Laufenburg-Kaisten |
| 09.10.2011  | 17:00 | VBC Lutry-Lavaux                   | 3:1 (25:16, 25:19, 23:25, 25:18)        | VBC Münchenbuchsee                 |
| 09.10.2011  | 18:00 | PV Lugano                          | 3:0 (25:15, 25:23, 25:20)               | VBC Züri Unterland                 |
| 4. KOLEJKA  |       |                                    |                                         |                                    |
| 15.10.2011  | 17:30 | Lausanne UC                        | 3:0 (25:21, 25:22, 25:20)               | Volley Amriswil                    |
| 15.10.2011  | 18:00 | VBC Züri Unterland                 | 0:3 (19:25, 12:25, 18:25)               | Chênois Genève Volleyball          |
| 15.10.2011  | 18:00 | Volley Smash 05 Laufenburg-Kaisten | 0:3 (11:25, 14:25, 13:25)               | TV Schönenwerd                     |
| 15.10.2011  | 18:00 | VBC Lutry-Lavaux                   | 1:3 (22:25, 25:22, 21:25, 18:25)        | PV Lugano                          |
| 16.10.2011  | 17:00 | SEAT Volley Näfels                 | 3:0 (25:12, 25:21, 25:13)               | VBC Münchenbuchsee                 |
| 5. KOLEJKA  |       |                                    |                                         |                                    |
| 22.10.2011  | 17:00 | TV Schönenwerd                     | 3:0 (25:17, 25:19, 25:8)                | VBC Züri Unterland                 |
| 22.10.2011  | 17:00 | Chênois Genève Volleyball          | 3:2 (25:21, 25:23, 15:25, 23:25, 17:15) | Lausanne UC                        |
| 22.10.2011  | 17:00 | Volley Amriswil                    | 3:0 (25:18, 25:15, 25:15)               | VBC Lutry-Lavaux                   |
| 22.10.2011  | 18:00 | PV Lugano                          | 2:3 (25:16, 25:19, 23:25, 19:25, 13:15) | SEAT Volley Näfels                 |
| 22.10.2011  | 18:00 | VBC Münchenbuchsee                 | 1:3 (21:25, 25:19, 22:25, 21:25)        | Volley Smash 05 Laufenburg-Kaisten |
| 6. KOLEJKA  |       |                                    |                                         |                                    |
| 23.10.2011  | 16:00 | Lausanne UC                        | 3:1 (25:20, 25:22, 16:25, 25:13)        | PV Lugano                          |
| 23.10.2011  | 17:00 | Chênois Genève Volleyball          | 1:3 (25:23, 22:25, 20:25, 23:25)        | TV Schönenwerd                     |
| 23.10.2011  | 17:00 | VBC Lutry-Lavaux                   | 3:1 (25:21, 25:27, 25:20, 25:20)        | Volley Smash 05 Laufenburg-Kaisten |
| 23.10.2011  | 18:00 | VBC Züri Unterland                 | 3:1 (25:22, 18:25, 25:21, 25:21)        | VBC Münchenbuchsee                 |
| 30.11.2011  | 20:00 | SEAT Volley Näfels                 | 0:3 (23:25, 26:28, 21:25)               | Volley Amriswil                    |
| 7. KOLEJKA  |       |                                    |                                         |                                    |
| 29.10.2011  | 17:00 | Volley Amriswil                    | 3:0 (25:17, 25:20, 25:22)               | VBC Züri Unterland                 |
| 29.10.2011  | 17:30 | Lausanne UC                        | 3:0 (25:17, 25:22, 25:21)               | VBC Lutry-Lavaux                   |
| 29.10.2011  | 18:00 | PV Lugano                          | 3:0 (25:22, 25:16, 25:23)               | Chênois Genève Volleyball          |
| 29.10.2011  | 18:00 | VBC Münchenbuchsee                 | 0:3 (23:25, 20:25, 19:25)               | TV Schönenwerd                     |
| 29.10.2011  | 18:30 | Volley Smash 05 Laufenburg-Kaisten | 1:3 (28:26, 18:25, 22:25, 17:25)        | SEAT Volley Näfels                 |
| 8. KOLEJKA  |       |                                    |                                         |                                    |
| 05.11.2011  | 17:00 | SEAT Volley Näfels                 | 3:0 (25:16, 25:20, 25:16)               | VBC Züri Unterland                 |
| 05.11.2011  | 17:30 | TV Schönenwerd                     | 3:0 (25:12, 25:13, 25:16)               | VBC Lutry-Lavaux                   |
| 05.11.2011  | 18:00 | Chênois Genève Volleyball          | 3:1 (19:25, 25:15, 25:17, 25:20)        | Volley Amriswil                    |
| 05.11.2011  | 19:00 | VBC Münchenbuchsee                 | 0:3 (16:25, 18:25, 16:25)               | Lausanne UC                        |
| 05.11.2011  | 19:00 | Volley Smash 05 Laufenburg-Kaisten | 0:3 (18:25, 21:25, 18:25)               | PV Lugano                          |
| 9. KOLEJKA  |       |                                    |                                         |                                    |
| 12.11.2011  | 17:00 | Volley Amriswil                    | 3:0 (25:9, 25:15, 25:17)                | VBC Münchenbuchsee                 |
| 12.11.2011  | 17:30 | Lausanne UC                        | 2:3 (25:22, 25:20, 20:25, 19:25, 13:15) | SEAT Volley Näfels                 |
| 12.11.2011  | 18:00 | PV Lugano                          | 2:3 (15:25, 21:25, 25:23, 26:24, 12:15) | TV Schönenwerd                     |
| 12.11.2011  | 18:00 | VBC Lutry-Lavaux                   | 1:3 (19:25, 25:21, 13:25, 17:25)        | Chênois Genève Volleyball          |
| 13.11.2011  | 18:00 | VBC Züri Unterland                 | 2:3 (25:20, 24:26, 22:25, 26:24, 12:15) | Volley Smash 05 Laufenburg-Kaisten |
| 10. KOLEJKA |       |                                    |                                         |                                    |
| 19.11.2011  | 17:00 | Volley Amriswil                    | 3:1 (21:25, 25:19, 25:18, 25:19)        | PV Lugano                          |
| 19.11.2011  | 18:00 | Chênois Genève Volleyball          | 3:0 (25:14, 25:19, 25:18)               | VBC Münchenbuchsee                 |
| 19.11.2011  | 18:00 | SEAT Volley Näfels                 | 3:2 (15:25, 27:25, 25:16, 21:25, 15:10) | TV Schönenwerd                     |
| 20.11.2011  | 13:30 | VBC Züri Unterland                 | 1:3 (25:21, 21:25, 22:25, 23:25)        | VBC Lutry-Lavaux                   |
| 20.11.2011  | 18:00 | Volley Smash 05 Laufenburg-Kaisten | 1:3 (26:24, 14:25, 20:25, 13:25)        | Lausanne UC                        |
| 11. KOLEJKA |       |                                    |                                         |                                    |
| 26.11.2011  | 17:00 | TV Schönenwerd                     | 3:1 (25:22, 21:25, 25:17, 28:26)        | Volley Amriswil                    |
| 26.11.2011  | 17:30 | Lausanne UC                        | 3:0 (25:15, 25:21, 25:13)               | VBC Züri Unterland                 |
| 26.11.2011  | 18:00 | Chênois Genève Volleyball          | 3:0 (25:18, 25:19, 25:6)                | Volley Smash 05 Laufenburg-Kaisten |
| 26.11.2011  | 18:00 | PV Lugano                          | 3:0 (25:12, 25:20, 25:18)               | VBC Münchenbuchsee                 |
| 26.11.2011  | 18:00 | VBC Lutry-Lavaux                   | 2:3 (25:13, 21:25, 25:19, 11:25, 9:15)  | SEAT Volley Näfels                 |
| 12. KOLEJKA |       |                                    |                                         |                                    |
| 03.12.2011  | 16:00 | SEAT Volley Näfels                 | 1:3 (25:22, 29:31, 20:25, 16:25)        | Chênois Genève Volleyball          |
| 03.12.2011  | 17:30 | Lausanne UC                        | 1:3 (25:18, 26:28, 21:25, 23:25)        | TV Schönenwerd                     |
| 03.12.2011  | 18:00 | VBC Münchenbuchsee                 | 3:1 (25:19, 22:25, 25:20, 25:18)        | VBC Lutry-Lavaux                   |
| 03.12.2011  | 18:30 | Volley Smash 05 Laufenburg-Kaisten | 0:3 (16:25, 13:25, 23:25)               | Volley Amriswil                    |
| 04.12.2011  | 18:00 | VBC Züri Unterland                 | 0:3 (19:25, 20:25, 13:25)               | PV Lugano                          |
| 13. KOLEJKA |       |                                    |                                         |                                    |
| 10.12.2011  | 17:00 | Volley Amriswil                    | 2:3 (25:27, 25:15, 25:18, 22:25, 12:15) | Lausanne UC                        |
| 10.12.2011  | 17:30 | TV Schönenwerd                     | 3:0 (25:9, 25:20, 25:13)                | Volley Smash 05 Laufenburg-Kaisten |
| 10.12.2011  | 18:00 | Chênois Genève Volleyball          | 3:0 (25:12, 25:22, 25:16)               | VBC Züri Unterland                 |
| 10.12.2011  | 18:00 | PV Lugano                          | 3:0 (25:19, 25:23, 25:18)               | VBC Lutry-Lavaux                   |
| 10.12.2011  | 19:00 | VBC Münchenbuchsee                 | 0:3 (16:25, 18:25, 19:25)               | SEAT Volley Näfels                 |
| 14. KOLEJKA |       |                                    |                                         |                                    |
| 17.12.2011  | 17:00 | SEAT Volley Näfels                 | 2:3 (26:24, 20:25, 25:21, 22:25, 11:15) | PV Lugano                          |
| 17.12.2011  | 17:30 | Lausanne UC                        | 0:3 (22:25, 23:25, 22:25)               | Chênois Genève Volleyball          |
| 17.12.2011  | 18:00 | Volley Smash 05 Laufenburg-Kaisten | 3:1 (25:20, 19:25, 25:20, 25:23)        | VBC Münchenbuchsee                 |
| 17.12.2011  | 18:00 | VBC Züri Unterland                 | 0:3 (18:25, 13:25, 12:25)               | TV Schönenwerd                     |
| 17.12.2011  | 18:00 | VBC Lutry-Lavaux                   | 0:3 (37:39, 19:25, 18:25)               | Volley Amriswil                    |
| 15. KOLEJKA |       |                                    |                                         |                                    |
| 07.01.2012  | 17:00 | TV Schönenwerd                     | 0:3 (19:25, 16:25, 20:25)               | Chênois Genève Volleyball          |
| 07.01.2012  | 17:00 | Volley Amriswil                    | 1:3 (25:20, 17:25, 24:26, 16:25)        | SEAT Volley Näfels                 |
| 07.01.2012  | 18:00 | PV Lugano                          | 3:0 (25:16, 25:20, 25:18)               | Lausanne UC                        |
| 07.01.2012  | 18:00 | VBC Münchenbuchsee                 | 0:3 (18:25, 21:25, 20:25)               | VBC Züri Unterland                 |
| 07.01.2012  | 18:00 | Volley Smash 05 Laufenburg-Kaisten | 3:0 (25:16, 25:20, 25:21)               | VBC Lutry-Lavaux                   |
| 16. KOLEJKA |       |                                    |                                         |                                    |
| 14.01.2012  | 16:00 | VBC Züri Unterland                 | 1:3 (20:25, 25:17, 14:25, 12:25)        | Volley Amriswil                    |
| 14.01.2012  | 17:00 | TV Schönenwerd                     | 3:0 (25:21, 25:16, 25:17)               | VBC Münchenbuchsee                 |
| 14.01.2012  | 18:00 | Chênois Genève Volleyball          | 3:1 (25:20, 24:26, 25:14, 25:21)        | PV Lugano                          |
| 14.01.2012  | 18:00 | SEAT Volley Näfels                 | 3:0 (25:21, 25:11, 25:14)               | Volley Smash 05 Laufenburg-Kaisten |
| 14.01.2012  | 18:00 | VBC Lutry-Lavaux                   | 0:3 (17:25, 20:25, 21:25)               | Lausanne UC                        |
| 17. KOLEJKA |       |                                    |                                         |                                    |
| 21.01.2012  | 13:30 | VBC Züri Unterland                 | 0:3 (12:25, 20:25, 11:25)               | SEAT Volley Näfels                 |
| 21.01.2012  | 17:00 | Volley Amriswil                    | 3:1 (20:25, 25:18, 25:20, 25:21)        | Chênois Genève Volleyball          |
| 21.01.2012  | 17:30 | Lausanne UC                        | 3:0 (25:16, 25:14, 25:15)               | VBC Münchenbuchsee                 |
| 21.01.2012  | 18:00 | PV Lugano                          | 3:0 (25:16, 25:15, 25:18)               | Volley Smash 05 Laufenburg-Kaisten |
| 21.01.2012  | 18:00 | VBC Lutry-Lavaux                   | 0:3 (17:25, 18:25, 18:25)               | TV Schönenwerd                     |
| 18. KOLEJKA |       |                                    |                                         |                                    |
| 28.01.2012  | 17:00 | SEAT Volley Näfels                 | 3:1 (25:15, 25:18, 26:28, 25:21)        | Lausanne UC                        |
| 28.01.2012  | 17:30 | TV Schönenwerd                     | 3:2 (18:25, 25:16, 25:21, 21:25, 19:17) | PV Lugano                          |
| 28.01.2012  | 18:00 | Chênois Genève Volleyball          | 3:0 (25:15, 25:22, 25:19)               | VBC Lutry-Lavaux                   |
| 28.01.2012  | 18:00 | Volley Smash 05 Laufenburg-Kaisten | 1:3 (25:18, 17:25, 18:25, 16:25)        | VBC Züri Unterland                 |
| 28.01.2012  | 19:00 | VBC Münchenbuchsee                 | 0:3 (15:25, 20:25, 21:25)               | Volley Amriswil                    |

### Tabela
| Lp. | Drużyna                            | Pkt | Mecze | Mecze | Mecze | Rodzaj wyniku | Rodzaj wyniku | Rodzaj wyniku | Rodzaj wyniku | Rodzaj wyniku | Rodzaj wyniku | Sety | Sety | Sety  | Małe punkty | Małe punkty | Małe punkty |
| Lp. | Drużyna                            | Pkt | M     | W     | P     | 3:0           | 3:1           | 3:2           | 2:3           | 1:3           | 0:3           | wyg. | prz. | stos. | zdob.       | str.        | stos.       |
| --- | ---------------------------------- | --- | ----- | ----- | ----- | ------------- | ------------- | ------------- | ------------- | ------------- | ------------- | ---- | ---- | ----- | ----------- | ----------- | ----------- |
| 1   | Chênois Genève Volleyball          | 44  | 18    | 15    | 3     | 10            | 4             | 1             | 0             | 2             | 1             | 47   | 15   | 3.13  | 1482        | 1222        | 1.21        |
| 2   | TV Schönenwerd                     | 44  | 18    | 15    | 3     | 9             | 3             | 3             | 2             | 0             | 1             | 49   | 18   | 2.72  | 1559        | 1297        | 1.2         |
| 3   | Volley Amriswil                    | 38  | 18    | 13    | 5     | 8             | 3             | 2             | 1             | 3             | 1             | 44   | 22   | 2     | 1532        | 1359        | 1.13        |
| 4   | SEAT Volley Näfels                 | 37  | 18    | 13    | 5     | 6             | 3             | 4             | 2             | 1             | 2             | 44   | 26   | 1.69  | 1581        | 1422        | 1.11        |
| 5   | PV Lugano                          | 36  | 18    | 11    | 7     | 9             | 1             | 1             | 4             | 3             | 0             | 44   | 24   | 1.83  | 1535        | 1411        | 1.09        |
| 6   | Lausanne UC                        | 34  | 18    | 11    | 7     | 7             | 3             | 1             | 2             | 2             | 3             | 39   | 26   | 1.5   | 1476        | 1361        | 1.08        |
| 7   | VBC Lutry-Lavaux                   | 13  | 18    | 4     | 14    | 1             | 3             | 0             | 1             | 3             | 10            | 17   | 45   | 0.38  | 1268        | 1467        | 0.86        |
| 8   | Volley Smash 05 Laufenburg-Kaisten | 11  | 18    | 4     | 14    | 1             | 2             | 1             | 0             | 4             | 10            | 16   | 46   | 0.35  | 1180        | 1488        | 0.79        |
| 9   | VBC Züri Unterland                 | 10  | 18    | 3     | 15    | 1             | 2             | 0             | 1             | 3             | 11            | 14   | 47   | 0.3   | 1165        | 1445        | 0.81        |
| 10  | VBC Münchenbuchsee                 | 3   | 18    | 1     | 17    | 0             | 1             | 0             | 0             | 4             | 13            | 7    | 52   | 0.13  | 1130        | 1436        | 0.79        |

Źródło: volleyball.ch
Punktacja: 3:0 i 3:1 – 3 pkt; 3:2 – 2 pkt; 2:3 – 1 pkt; 1:3 i 0:3 – 0 pkt
Zasady ustalania kolejności: 1. liczba punktów; 2. stosunek setów; 3. stosunek małych punktów; 4. bilans w bezpośrednich meczach
     faza play-off
     faza play-out

## Faza play-off

### Tabela wyników
| Gospodarz \ Gość1         | CHÊ | SCH | AMR | NÄF | LUG |
| Chênois Genève Volleyball |     | 2:3 | 3:2 | 3:2 | 3:0 |
| TV Schönenwerd            | 3:0 |     | 3:0 | 2:3 | 1:3 |
| Volley Amriswil           | 1:3 | 2:3 |     | 1:3 | 3:0 |
| SEAT Volley Näfels        | 2:3 | 3:2 | 2:3 |     | 0:3 |
| PV Lugano                 | 3:1 | 3:0 | 3:2 | 3:0 |     |

Źródło: 
1 Drużyna gospodarzy jest wymieniona po lewej stronie tabeli.
Kolory:
  zwycięstwo gospodarzy 3:0 lub 3:1
  zwycięstwo gospodarzy 3:2
  zwycięstwo gości 3:0 lub 3:1
  zwycięstwo gości 3:2

### Terminarz i wyniki spotkań
| Data        | Godz. | Gospodarz                 | Rezultat                                | Gość                      |
| ----------- | ----- | ------------------------- | --------------------------------------- | ------------------------- |
| 1. KOLEJKA  |       |                           |                                         |                           |
|             |       | TV Schönenwerd            | 3:0 (25:19, 28:26, 25:19)               | Chênois Genève Volleyball |
| 04.02.2012  | 17:00 | Volley Amriswil           | 1:3 (20:25, 25:16, 19:25, 21:25)        | SEAT Volley Näfels        |
| 2. KOLEJKA  |       |                           |                                         |                           |
|             |       | TV Schönenwerd            | 3:0 (27:25, 25:19, 27:25)               | Volley Amriswil           |
| 11.02.2012  | 18:00 | PV Lugano                 | 3:1 (25:22, 25:20, 19:25, 25:16)        | Chênois Genève Volleyball |
| 3. KOLEJKA  |       |                           |                                         |                           |
| 25.02.2012  | 17:00 | SEAT Volley Näfels        | 0:3 (10:25, 19:25, 22:25)               | PV Lugano                 |
|             |       | Chênois Genève Volleyball | 3:2 (26:24, 23:25, 26:24, 16:25, 15:12) | Volley Amriswil           |
| 4. KOLEJKA  |       |                           |                                         |                           |
| 03.03.2012  | 17:00 | Volley Amriswil           | 3:0 (25:22, 25:23, 25:19)               | PV Lugano                 |
| 04.03.2012  | 16:00 | TV Schönenwerd            | 2:3 (25:16, 17:25, 25:21, 21:25, 10:15) | SEAT Volley Näfels        |
| 5. KOLEJKA  |       |                           |                                         |                           |
| 07.03.2012  | 20:00 | SEAT Volley Näfels        | 2:3 (19:25, 24:26, 25:22, 25:18, 12:15) | Chênois Genève Volleyball |
| 07.03.2012  | 20:00 | PV Lugano                 | 3:0 (25:17, 25:19, 25:23)               | TV Schönenwerd            |
| 6. KOLEJKA  |       |                           |                                         |                           |
|             |       | Volley Amriswil           | 2:3 (19:25, 24:26, 25:22, 25:18, 12:15) | TV Schönenwerd            |
| 18.03.2012  | 17:00 | Chênois Genève Volleyball | 3:0 (25:23, 25:19, 25:20)               | PV Lugano                 |
| 7. KOLEJKA  |       |                           |                                         |                           |
| 24.03.2012  | 17:00 | TV Schönenwerd            | 1:3 (22:25, 24:26, 28:26, 15:25)        | PV Lugano                 |
| 24.03.2012  | 18:00 | Chênois Genève Volleyball | 3:2 (24:26, 22:25, 25:23, 25:20, 15:7)  | SEAT Volley Näfels        |
| 8. KOLEJKA  |       |                           |                                         |                           |
| 25.03.2012  | 17:00 | SEAT Volley Näfels        | 3:2 (19:25, 25:16, 18:25, 25:19, 22:20) | TV Schönenwerd            |
| 25.03.2012  | 18:00 | PV Lugano                 | 3:2 (24:26, 25:21, 25:22, 20:25, 15:13) | Volley Amriswil           |
| 9. KOLEJKA  |       |                           |                                         |                           |
| 31.03.2012  | 17:00 | Volley Amriswil           | 1:3 (23:25, 19:25, 25:17, 23:25)        | Chênois Genève Volleyball |
| 31.03.2012  | 18:00 | PV Lugano                 | 3:0 (26:24, 25:15, 25:15)               | SEAT Volley Näfels        |
| 10. KOLEJKA |       |                           |                                         |                           |
|             |       | Chênois Genève Volleyball | 2:3 (25:19, 21:25, 19:25, 25:22, 10:15) | TV Schönenwerd            |
| 04.04.2012  | 20:00 | SEAT Volley Näfels        | 2:3 (25:23, 15:25, 25:21, 21:25, 10:15) | Volley Amriswil           |

### Tabela
| Lp. | Drużyna                   | Pkt | Mecze | Mecze | Mecze | Rodzaj wyniku | Rodzaj wyniku | Rodzaj wyniku | Rodzaj wyniku | Rodzaj wyniku | Rodzaj wyniku | Sety | Sety | Sety  | Małe punkty | Małe punkty | Małe punkty |
| Lp. | Drużyna                   | Pkt | M     | W     | P     | 3:0           | 3:1           | 3:2           | 2:3           | 1:3           | 0:3           | wyg. | prz. | stos. | zdob.       | str.        | stos.       |
| --- | ------------------------- | --- | ----- | ----- | ----- | ------------- | ------------- | ------------- | ------------- | ------------- | ------------- | ---- | ---- | ----- | ----------- | ----------- | ----------- |
| 1   | PV Lugano                 | 17  | 8     | 6     | 2     | 3             | 2             | 1             | 0             | 0             | 2             | 18   | 10   | 1.8   | 657         | 593         | 1.11        |
| 2   | Chênois Genève Volleyball | 16  | 8     | 5     | 3     | 1             | 1             | 3             | 1             | 1             | 1             | 18   | 16   | 1.13  | 737         | 746         | 0.99        |
| 3   | TV Schönenwerd            | 14  | 8     | 4     | 4     | 2             | 0             | 2             | 2             | 1             | 1             | 17   | 16   | 1.06  | 720         | 726         | 0.99        |
| 4   | SEAT Volley Näfels        | 10  | 8     | 3     | 5     | 0             | 1             | 2             | 3             | 0             | 2             | 15   | 20   | 0.75  | 709         | 765         | 0.93        |
| 5   | Volley Amriswil           | 9   | 8     | 2     | 6     | 1             | 0             | 1             | 3             | 2             | 1             | 14   | 20   | 0.7   | 750         | 743         | 1.01        |

Źródło: volleyball.ch
Punktacja: 3:0 i 3:1 – 3 pkt; 3:2 – 2 pkt; 2:3 – 1 pkt; 1:3 i 0:3 – 0 pkt
Zasady ustalania kolejności: 1. liczba punktów; 2. stosunek setów; 3. stosunek małych punktów; 4. bilans w bezpośrednich meczach
Uwaga: Drużyny fazę play-out rozpoczynały z następującą liczbą punktów: Chênois Genève Volleyball – 3 pkt, TV Schönenwerd – 2 pkt, Volley Amriswil – 1 pkt, SEAT Volley Näfels – 0 pkt, PV Lugano – 0 pkt.
     finały
     mecze o 3. miejsce

## Mecze o 3. miejsce
(do dwóch zwycięstw)
| Data           | Godz.          | Gospodarz          | Rezultat                                | Gość               |
| -------------- | -------------- | ------------------ | --------------------------------------- | ------------------ |
| TV Schönenwerd | TV Schönenwerd | TV Schönenwerd     | 1 – 2                                   | SEAT Volley Näfels |
| 14.04.2012     | 17:00          | TV Schönenwerd     | 2:3 (25:19, 31:29, 22:25, 23:25, 13:15) | SEAT Volley Näfels |
| 18.04.2012     | 20:00          | SEAT Volley Näfels | 1:3 (23:25, 26:28, 25:19, 23:25)        | TV Schönenwerd     |
| 22.04.2012     | 16:00          | TV Schönenwerd     | 0:3 (19:25, 17:25, 22:25)               | SEAT Volley Näfels |

## Finały
(do dwóch zwycięstw)
| Data       | Godz.     | Gospodarz                 | Rezultat                                | Gość                      |
| ---------- | --------- | ------------------------- | --------------------------------------- | ------------------------- |
| PV Lugano  | PV Lugano | PV Lugano                 | 1 – 3                                   | Chênois Genève Volleyball |
| 14.04.2012 | 19:00     | PV Lugano                 | 3:0 (25:18, 25:19, 25:22)               | Chênois Genève Volleyball |
| 18.04.2012 | 20:00     | Chênois Genève Volleyball | 3:0 (25:22, 25:20, 25:18)               | PV Lugano                 |
| 21.04.2012 | 18:00     | PV Lugano                 | 1:3 (25:27, 25:23, 25:27, 24:26)        | Chênois Genève Volleyball |
| 25.04.2012 | 20:00     | Chênois Genève Volleyball | 3:1 (25:23, 25:20, 20:25, 25:18)        | PV Lugano                 |
| 28.04.2012 | 18:00     | PV Lugano                 | 2:3 (20:25, 18:25, 25:12, 25:21, 11:15) | Chênois Genève Volleyball |

## Faza play-out

### Tabela wyników
| Gospodarz \ Gość1                  | LAU | LUT | SMA | ZÜR | MÜN |
| Lausanne UC                        |     | 3:1 | 3:0 | 3:0 | 3:1 |
| VBC Lutry-Lavaux                   | 0:3 |     | 2:3 | 3:1 | 3:1 |
| Volley Smash 05 Laufenburg-Kaisten | 0:3 | 2:3 |     | 0:3 | 2:3 |
| VBC Züri Unterland                 | 1:3 | 3:2 | 3:0 |     | 3:1 |
| VBC Münchenbuchsee                 | 1:3 | 2:3 | 3:2 | 2:3 |     |

Źródło: 
1 Drużyna gospodarzy jest wymieniona po lewej stronie tabeli.
Kolory:
  zwycięstwo gospodarzy 3:0 lub 3:1
  zwycięstwo gospodarzy 3:2
  zwycięstwo gości 3:0 lub 3:1
  zwycięstwo gości 3:2

### Terminarz i wyniki spotkań
| Data        | Godz. | Gospodarz                          | Rezultat                                | Gość                               |
| ----------- | ----- | ---------------------------------- | --------------------------------------- | ---------------------------------- |
| 1. KOLEJKA  |       |                                    |                                         |                                    |
|             |       | VBC Lutry-Lavaux                   | 0:3 (18:25, 20:25, 24:26)               | Lausanne UC                        |
|             |       | Volley Smash 05 Laufenburg-Kaisten | 0:3 (22:25, 23:25, 25:27)               | VBC Züri Unterland                 |
| 2. KOLEJKA  |       |                                    |                                         |                                    |
|             |       | VBC Lutry-Lavaux                   | 2:3 (24:26, 12:25, 25:22, 25:23, 10:15) | Volley Smash 05 Laufenburg-Kaisten |
| 11.02.2012  | 19:00 | VBC Münchenbuchsee                 | 1:3 (25:23, 19:25, 17:25, 20:25)        | Lausanne UC                        |
| 3. KOLEJKA  |       |                                    |                                         |                                    |
|             |       | Lausanne UC                        | 3:0 (25:21, 25:17, 25:18)               | Volley Smash 05 Laufenburg-Kaisten |
| 25.02.2012  | 18:00 | VBC Züri Unterland                 | 3:1 (25:21, 25:19, 13:25, 25:17)        | VBC Münchenbuchsee                 |
| 4. KOLEJKA  |       |                                    |                                         |                                    |
|             |       | VBC Lutry-Lavaux                   | 3:1 (25:18, 26:28, 25:19, 25:23)        | VBC Züri Unterland                 |
| 03.03.2012  | 18:00 | Volley Smash 05 Laufenburg-Kaisten | 2:3 (25:19, 21:25, 26:24, 16:25, 10:15) | VBC Münchenbuchsee                 |
| 5. KOLEJKA  |       |                                    |                                         |                                    |
| 07.03.2012  | 20:00 | VBC Münchenbuchsee                 | 2:3 (22:25, 25:22, 25:18, 15:25, 8:15)  | VBC Lutry-Lavaux                   |
| 08.03.2012  | 20:00 | VBC Züri Unterland                 | 1:3 (18:25, 20:25, 25:23, 16:25)        | Lausanne UC                        |
| 6. KOLEJKA  |       |                                    |                                         |                                    |
| 17.03.2012  | 17:30 | Lausanne UC                        | 3:1 (24:26, 25:14, 25:13, 25:15)        | VBC Münchenbuchsee                 |
|             |       | Volley Smash 05 Laufenburg-Kaisten | 2:3 (25:23, 21:25, 25:23, 14:25, 9:15)  | VBC Lutry-Lavaux                   |
| 7. KOLEJKA  |       |                                    |                                         |                                    |
|             |       | Lausanne UC                        | 3:0 (25:23, 25:21, 25:18)               | VBC Züri Unterland                 |
| 24.03.2012  | 18:00 | VBC Lutry-Lavaux                   | 3:1 (25:19, 25:20, 22:25, 25:12)        | VBC Münchenbuchsee                 |
| 8. KOLEJKA  |       |                                    |                                         |                                    |
| 25.03.2012  | 16:00 | VBC Münchenbuchsee                 | 3:2 (14:25, 25:23, 26:24, 19:25, 15:13) | Volley Smash 05 Laufenburg-Kaisten |
|             |       | VBC Züri Unterland                 | 3:2 (25:27, 25:23, 20:25, 25:21, 15:8)  | VBC Lutry-Lavaux                   |
| 9. KOLEJKA  |       |                                    |                                         |                                    |
| 31.03.2012  | 18:00 | VBC Münchenbuchsee                 | 2:3 (20:25, 18:25, 25:22, 25:21, 11:15) | VBC Züri Unterland                 |
|             |       | Volley Smash 05 Laufenburg-Kaisten | 0:3 (20:25, 19:25, 21:25)               | Lausanne UC                        |
| 10. KOLEJKA |       |                                    |                                         |                                    |
| 04.04.2012  | 20:00 | Lausanne UC                        | 3:1 (25:15, 24:26, 25:16, 25:17)        | VBC Lutry-Lavaux                   |
| 05.04.2012  | 20:00 | VBC Züri Unterland                 | 3:0 (25:16, 25:17, 25:22)               | Volley Smash 05 Laufenburg-Kaisten |

### Tabela
| Lp. | Drużyna                            | Pkt | Mecze | Mecze | Mecze | Rodzaj wyniku | Rodzaj wyniku | Rodzaj wyniku | Rodzaj wyniku | Rodzaj wyniku | Rodzaj wyniku | Sety | Sety | Sety  | Małe punkty | Małe punkty | Małe punkty |
| Lp. | Drużyna                            | Pkt | M     | W     | P     | 3:0           | 3:1           | 3:2           | 2:3           | 1:3           | 0:3           | wyg. | prz. | stos. | zdob.       | str.        | stos.       |
| --- | ---------------------------------- | --- | ----- | ----- | ----- | ------------- | ------------- | ------------- | ------------- | ------------- | ------------- | ---- | ---- | ----- | ----------- | ----------- | ----------- |
| 1   | Lausanne UC                        | 27  | 8     | 8     | 0     | 4             | 4             | 0             | 0             | 0             | 0             | 24   | 4    | 6     | 695         | 542         | 1.28        |
| 2   | VBC Lutry-Lavaux                   | 14  | 8     | 4     | 4     | 0             | 2             | 2             | 2             | 1             | 1             | 17   | 18   | 0.94  | 750         | 749         | 1           |
| 3   | VBC Züri Unterland                 | 13  | 8     | 5     | 3     | 2             | 1             | 2             | 0             | 2             | 1             | 17   | 14   | 1.21  | 687         | 684         | 1           |
| 5   | VBC Münchenbuchsee                 | 6   | 8     | 2     | 6     | 0             | 0             | 2             | 2             | 4             | 0             | 14   | 22   | 0.64  | 708         | 803         | 0.88        |
| 4   | Volley Smash 05 Laufenburg-Kaisten | 6   | 8     | 1     | 7     | 0             | 0             | 1             | 3             | 0             | 4             | 9    | 23   | 0.39  | 654         | 716         | 0.91        |

Źródło: 
Punktacja: 3:0 i 3:1 – 3 pkt; 3:2 – 2 pkt; 2:3 – 1 pkt; 1:3 i 0:3 – 0 pkt
Zasady ustalania kolejności: 1. liczba punktów; 2. stosunek setów; 3. stosunek małych punktów; 4. bilans w bezpośrednich meczach
     baraże

## Klasyfikacja końcowa
| Lp. | Drużyna                            |
| --- | ---------------------------------- |
| 1 | Chênois Genève Volleyball          |
| 2 | PV Lugano                          |
| 3 | SEAT Volley Näfels                 |
| 4 | TV Schönenwerd                     |
| 5 | Volley Amriswil                    |
| 6 | Lausanne UC                        |
| 7 | VBC Lutry-Lavaux                   |
| 8 | VBC Züri Unterland                 |
| 9 | VBC Münchenbuchsee                 |
| 10 | Volley Smash 05 Laufenburg-Kaisten |
| Puchar CEV 2012/2013 Puchar Challenge 2012/2013 utrzymanie po barażach spadek do Nationalliga B po barażach |                                    |

| Mistrzostwo               |
| ------------------------- |
| Chênois Genève Volleyball |
| Puchar                    |
| Volley Amriswil           |
| Spadek do Nationalliga B  |
| VBC Münchenbuchsee        |
| Awans z Nationalliga B    |
| VBC Ecublens              |

## Baraże

### Tabela wyników
| Gospodarz \ Gość1                  | MÜN | SMA | ECB | EIN |
| VBC Münchenbuchsee                 |     | 2:3 | 1:3 | 2:3 |
| Volley Smash 05 Laufenburg-Kaisten | 3:2 |     | 3:1 | 3:0 |
| VBC Ecublens                       | 3:2 | 3:2 |     | 3:0 |
| VBC Einsiedeln                     | 0:3 | 3:1 | 2:3 |     |

Źródło: 
1 Drużyna gospodarzy jest wymieniona po lewej stronie tabeli.
Kolory:
  zwycięstwo gospodarzy 3:0 lub 3:1
  zwycięstwo gospodarzy 3:2
  zwycięstwo gości 3:0 lub 3:1
  zwycięstwo gości 3:2

### Terminarz i wyniki spotkań
| Data       | Godz. | Gospodarz                          | Rezultat                                | Gość                               |
| ---------- | ----- | ---------------------------------- | --------------------------------------- | ---------------------------------- |
| 1. KOLEJKA |       |                                    |                                         |                                    |
| 14.04.2012 | 18:00 | VBC Münchenbuchsee                 | 2:3 (22:25, 24:26, 25:17, 25:20, 14:16) | VBC Einsiedeln                     |
| 14.04.2012 |       | Volley Smash 05 Laufenburg-Kaisten | 3:1 (21:25, 25:20, 25:21, 25:22)        | VBC Ecublens                       |
| 2. KOLEJKA |       |                                    |                                         |                                    |
| 19.04.2012 |       | VBC Einsiedeln                     | 3:1 (25:23, 31:29, 23:25, 26:24)        | Volley Smash 05 Laufenburg-Kaisten |
| 19.04.2012 | 18:00 | VBC Ecublens                       | 3:2 (22:25, 25:23, 27:29, 25:16, 15:10) | VBC Münchenbuchsee                 |
| 3. KOLEJKA |       |                                    |                                         |                                    |
| 21.04.2012 | 18:00 | Volley Smash 05 Laufenburg-Kaisten | 3:2 (31:29, 24:26, 20:25, 25:19, 15:10) | VBC Münchenbuchsee                 |
| 22.04.2012 | 18:00 | VBC Einsiedeln                     | 2:3 (25:21, 22:25, 17:25, 26:24, 13:15) | VBC Ecublens                       |
| 4. KOLEJKA |       |                                    |                                         |                                    |
| 25.04.2012 | 20:00 | VBC Münchenbuchsee                 | 1:3 (31:29, 24:26, 20:25, 25:19, 15:10) | VBC Ecublens                       |
| 25.04.2012 |       | Volley Smash 05 Laufenburg-Kaisten | 3:0 (25:17, 25:22, 25:15)               | VBC Einsiedeln                     |
| 5. KOLEJKA |       |                                    |                                         |                                    |
| 28.04.2012 | 18:00 | VBC Einsiedeln                     | 0:3 (22:25, 21:25, 20:25)               | VBC Münchenbuchsee                 |
| 28.04.2012 |       | VBC Ecublens                       | 3:2 (25:20, 20:25, 10:25, 25:20, 15:13) | Volley Smash 05 Laufenburg-Kaisten |
| 6. KOLEJKA |       |                                    |                                         |                                    |
| 02.05.2012 | 20:00 | VBC Münchenbuchsee                 | 2:3 (17:25, 25:21, 23:25, 25:16, 12:15) | Volley Smash 05 Laufenburg-Kaisten |
| 03.05.2012 | 20:00 | VBC Ecublens                       | 3:0 (25:19, 26:24, 25:17)               | VBC Einsiedeln                     |

### Tabela
| Lp. | Drużyna                            | Pkt | Mecze | Mecze | Mecze | Rodzaj wyniku | Rodzaj wyniku | Rodzaj wyniku | Rodzaj wyniku | Rodzaj wyniku | Rodzaj wyniku | Sety | Sety | Sety  | Małe punkty | Małe punkty | Małe punkty |
| Lp. | Drużyna                            | Pkt | M     | W     | P     | 3:0           | 3:1           | 3:2           | 2:3           | 1:3           | 0:3           | wyg. | prz. | stos. | zdob.       | str.        | stos.       |
| --- | ---------------------------------- | --- | ----- | ----- | ----- | ------------- | ------------- | ------------- | ------------- | ------------- | ------------- | ---- | ---- | ----- | ----------- | ----------- | ----------- |
| 1   | VBC Ecublens                       | 12  | 6     | 5     | 1     | 1             | 1             | 3             | 0             | 1             | 0             | 16   | 10   | 1.6   | 592         | 580         | 1.02        |
| 2   | Volley Smash 05 Laufenburg-Kaisten | 11  | 6     | 4     | 2     | 1             | 1             | 2             | 1             | 1             | 0             | 15   | 11   | 1.36  | 592         | 553         | 1.07        |
| 3   | VBC Münchenbuchsee                 | 7   | 6     | 1     | 5     | 1             | 0             | 0             | 4             | 1             | 0             | 12   | 15   | 0.8   | 614         | 607         | 1.01        |
| 4   | VBC Einsiedeln                     | 6   | 6     | 2     | 4     | 0             | 1             | 1             | 1             | 0             | 3             | 8    | 15   | 0.53  | 489         | 547         | 0.89        |

Źródło: 
Punktacja: 3:0 i 3:1 – 3 pkt; 3:2 – 2 pkt; 2:3 – 1 pkt; 1:3 i 0:3 – 0 pkt
Zasady ustalania kolejności: 1. liczba punktów; 2. stosunek setów; 3. stosunek małych punktów; 4. bilans w bezpośrednich meczach
     spadek do Nationalliga B / pozostanie w Nationalliga B
     awans do Nationalliga A / pozostanie w Nationalliga A

## Statystyki, varia
| Kolejka | Sety | Średnio na mecz | Małe punkty | Średnio na set |
| ------- | ---- | --------------- | ----------- | -------------- |
| 1       | 19   | 3,80            | 826         | 43,47          |
| 2       | 18   | 3,60            | 785         | 43,61          |
| 3       | 16   | 3,20            | 689         | 43,06          |
| 4       | 16   | 3,20            | 679         | 42,44          |
| 5       | 20   | 4,00            | 844         | 42,20          |
| 6       | 19   | 3,80            | 877         | 46,16          |
| 7       | 16   | 3,20            | 728         | 45,50          |
| 8       | 16   | 3,20            | 671         | 41,94          |
| 9       | 22   | 4,40            | 925         | 42,05          |
| 10      | 20   | 4,00            | 866         | 43,30          |
| 11      | 18   | 3,60            | 744         | 41,33          |
| 12      | 18   | 3,60            | 817         | 45,39          |
| 13      | 17   | 3,40            | 714         | 42,00          |
| 14      | 18   | 3,60            | 819         | 45,50          |
| 15      | 16   | 3,20            | 703         | 43,94          |
| 16      | 17   | 3,40            | 726         | 42,71          |
| 17      | 16   | 3,20            | 669         | 41,81          |
| 18      | 19   | 3,80            | 826         | 43,47          |
| Razem   | 321  | 3,57            | 13908       | 43,33          |

| Kolejka | Sety | Średnio na mecz | Małe punkty | Średnio na set |
| ------- | ---- | --------------- | ----------- | -------------- |
| 1       | 7    | 3,50            | 318         | 45,43          |
| 2       | 7    | 3,50            | 325         | 46,43          |
| 3       | 8    | 4,00            | 342         | 42,75          |
| 4       | 8    | 4,00            | 339         | 42,38          |
| 5       | 8    | 4,00            | 345         | 43,13          |
| 6       | 8    | 4,00            | 348         | 43,50          |
| 7       | 9    | 4,50            | 403         | 44,78          |
| 8       | 10   | 5,00            | 430         | 43,00          |
| 9       | 7    | 3,50            | 312         | 44,57          |
| 10      | 10   | 5,00            | 411         | 41,10          |
| Razem   | 82   | 4,10            | 3573        | 43,57          |

| Faza               | Mecze | Sety | Średnio na mecz | Małe punkty | Średnio na set |
| ------------------ | ----- | ---- | --------------- | ----------- | -------------- |
| Finały             | 5     | 19   | 3,80            | 849         | 44,68          |
| Mecze o 3. miejsce | 3     | 12   | 4,00            | 554         | 46,17          |
| Razem              | 8     | 31   | 3,88            | 1403        | 45,26          |

| Kolejka | Sety | Średnio na mecz | Małe punkty | Średnio na set |
| ------- | ---- | --------------- | ----------- | -------------- |
| 1       | 6    | 3,00            | 285         | 47,50          |
| 2       | 9    | 4,50            | 386         | 42,89          |
| 3       | 7    | 3,50            | 301         | 43,00          |
| 4       | 9    | 4,50            | 395         | 43,89          |
| 5       | 9    | 4,50            | 377         | 41,89          |
| 6       | 9    | 4,50            | 372         | 41,33          |
| 7       | 7    | 3,50            | 310         | 44,29          |
| 8       | 10   | 5,00            | 423         | 42,30          |
| 9       | 8    | 4,00            | 342         | 42,75          |
| 10      | 7    | 3,50            | 303         | 43,29          |
| Razem   | 81   | 4,05            | 3494        | 43,14          |